# Xylophanes paraguayensis
Xylophanes paraguayensis är en fjärilsart som beskrevs av Gehlen. 1933. Xylophanes paraguayensis ingår i släktet Xylophanes och familjen svärmare. Inga underarter finns listade i Catalogue of Life.